# Adriano Bolzoni
Adriano Bolzoni (Cremona, 14 aprile 1919 – Cremona, 1º gennaio 2005) è stato un regista, sceneggiatore e giornalista italiano.

## Biografia
Iniziò la carriera come giornalista, facendosi conoscere per i suoi reportage dal fronte della seconda guerra mondiale (aveva aderito alla Repubblica Sociale Italiana). Successivamente, collaborò con Il Borghese e il Secolo d'Italia, divenendo quindi direttore del Reporter, che acquisì notevole fama in quegli anni.
Negli anni cinquanta iniziò a scrivere sceneggiature per piccoli film di livello regionale. L'occasione gli si presentò durante il boom del genere spaghetti-western, periodo durante il quale Bolzoni avrebbe firmato le sue più apprezzate e conosciute sceneggiature. Contemporaneamente si dedicò alla regia, dirigendo 4 film negli anni sessanta. Terminata l'ondata western, Bolzoni si dedicò a film d'avventura e d'azione. Scrisse diversi saggi storico-politici.

## Pubblicazioni
- La guerra questo sporco affare, De Luigi, 1946
- Ja Wohl. Storia dello stato maggiore tedesco, Trevi, 1967
- El Che Guevara. Vita e morte del vagabondo della rivoluzione, Trevi, 1967
- Storia dello Stato Maggiore tedesco. Da Hindemburg all'attentato ad Hitler (1914-1944), Trevi, 1971
- La guerra dei Neri, Cirrapico, 1981
- Quando uccisero la pietà, Borghese, 1993
- I dannati di Vlassov. Il dramma dei russi antisovietici nella seconda guerra mondiale, Mursia, 1991
- L'armata senza speranza. 1943-1993: l'Esercito della Repubblica Sociale mezzo secolo dopo, Borghese, 1993
- Allah Akbar. I «Pazzi di Dio» e i moderni combattenti della gihad islamica, Mursia, 1997
- Ustacha. Gli uomini di Ante Pavelic che sognarono una Croazia libera, Settimo Sigillo, 2000
- Tzahal. Storia militare di Israele, Borghese, 2006

## Filmografia parziale

### Regista
- L'ultimo sole (1964)
- Nudo, crudo e..., co-regia con Francesco De Feo (1965)
- Quarta parete (1968)
- Appuntamento col disonore (1970)

### Soggetto
- Il figlio di Spartacus, regia di Sergio Corbucci (1962)
- Minnesota Clay, regia di Sergio Corbucci (1965)
- Johnny Oro, regia di Sergio Corbucci (1966)
- 2 once di piombo, regia di Maurizio Lucidi (1966)
- Operazione San Pietro, regia di Lucio Fulci (1967)
- La banda J. & S. - Cronaca criminale del Far West, regia di Sergio Corbucci (1972)
- Un uomo dalla pelle dura, regia di Franco Prosperi (1972)
- Il consigliori, regia di Alberto De Martino (1973)
- Sella d'argento, regia di Lucio Fulci (1978)
- Piedone d'Egitto, regia di Steno (1980)

### Sceneggiatore
- I contrabbandieri del mare, regia di Roberto Bianchi Montero (1948)
- Turri il bandito, regia di Enzo Trapani (1950)
- Io sono il Capataz, regia di Giorgio Simonelli (1951)
- La peccatrice dell'isola, regia di Sergio Corbucci, Sergio Grieco (1954)
- Ciao, pais..., regia di Osvaldo Langini (1956)
- Italiani all'inferno, regia di Enrico Novaro (1960)
- Il figlio di Spartacus, regia di Sergio Corbucci (1962)
- Liolà, regia di Alessandro Blasetti (1963)
- Le verdi bandiere di Allah, regia di Giacomo Gentilomo e Guido Zurli (1963)
- Minnesota Clay, regia di Sergio Corbucci (1965)
- L'uomo che viene da Canyon City, regia di Alfonso Balcázar (1965)
- Berlino appuntamento per le spie (Operazione Polifemo), regia di Vittorio Sala (1965)
- Requiescant, regia di Carlo Lizzani (1966)
- 2 once di piombo, regia di Maurizio Lucidi (1966)
- Johnny Oro, regia di Sergio Corbucci (1966)
- Sicario 77, vivo o morto, regia di Mino Guerrini (1966)
- Operazione San Pietro, regia di Lucio Fulci (1967)
- Pecos è qui: prega e muori!, regia di Maurizio Lucidi (1967)
- Il cobra, regia di Mario Sequi (1967)
- Con lui cavalca la morte, regia di Giuseppe Vari (1970)
- Appuntamento col disonore, regia di Adriano Bolzoni (1970)
- L'uomo dagli occhi di ghiaccio, regia di Alberto De Martino (1971)
- Prega il morto e ammazza il vivo, regia di Giuseppe Vari (1971)
- Il tuo vizio è una stanza chiusa e solo io ne ho la chiave, regia di Sergio Martino (1972)
- Trinità e Sartana figli di..., regia di Mario Siciliano (1972)
- L'assassino... è al telefono, regia di Alberto De Martino (1972)
- Il consigliori, regia di Alberto De Martino (1973)
- Il bacio di una morta, regia di Carlo Infascelli (1974)
- Mark il poliziotto, regia di Stelvio Massi (1975)
- Puttana galera!, regia di Gianfranco Piccioli (1976)
- Sella d'argento, regia di Lucio Fulci (1978)
- Piedone l'africano, regia di Steno (1978)
- Piedone d'Egitto, regia di Steno (1980)
- Il principe del deserto (1989) - Miniserie TV